# Wojciech Wysocki
Wojciech Wysocki (ur. 16 stycznia 1953 w Szczecinie) – polski aktor.
Wystąpił jako młody pianista Grzegorz w melodramacie Jana Batorego Con amore (1976), a także w serialach: Klan (1998–2004, 2010–2011, 2013, od 2019) w roli doktora Andrzeja Marczyńskiego, Miodowe lata (2000–2001, 2003) jako policjant operacyjny inspektor Kopek, Kocham Klarę (2001) jako Jan Nowak, przyjaciel Kuby i Ranczo (2006–2009, 2011–2016) jako doktor Mieczysław Wezół.

## Życiorys
Urodził się i wychował w Szczecinie, gdzie uczęszczał do Szkoły Podstawowej nr 1 im. Bolesława Chrobrego na al. Piastów i ukończył I Liceum Ogólnokształcącego im. Marii Skłodowskiej-Curie. Za drugim razem dostał się do warszawskiej PWST, którą  ukończył w 1976. Do egzaminu przygotował go wujek reżyser teatralny Jan Kulma i ciotka poetka Joanna Kulmowa w Strumianach pod Stargardem.
Na trzecim roku studiów zagrał w telefilmie Gerarda Zalewskiego Dom moich synów (1975) u boku Marka Walczewskiego i Beaty Tyszkiewicz, który został doceniony na przeglądzie filmów telewizyjnych w Cannes. Po gościnnym udziale w serialu kryminalnym 07 zgłoś się (1976), zadebiutował na dużym ekranie rolą czarnego charakteru młodego pianisty, który zaniedbuje relacje z ciężko chorą dziewczyną na rzecz przygotowań do konkursu chopinowskiego w melodramacie Jana Batorego Con amore (1976) z udziałem Mirosława Konarowskiego, Joanny Szczepkowskiej i Zbigniewa Zapasiewicza. Po kinowym debiucie reżyserzy zaczęli obsadzać go według klucza „negatywnego”, w tym w melodramacie Ignacego Gogolewskiego Romans Teresy Hennert (1978) w roli Andrzeja Laterna, syna profesora, telewizyjnej Kobrze Dwa grzyby w barszcz (1979) w roli Alberta Westera, ekranizacji powieści Andrzeja Wydrzyńskiego Umarli rzucają cień (1978) w reż. Juliana Dziedziny w roli „Konrada”, agenta gestapo „Bubiego” i serialu Janusza Zaorskiego Punkt widzenia (1980) w roli Andrzeja Wieżana. Dopiero postać „Smukłego” w dramacie wojennym Witold Orzechowski Wyrok śmierci (1980) zapowiadała odmianę.
Występował w teatrach warszawskich: Współczesnym (1976–1994), Północnym (1990), Teatr Scena Prezentacje w Warszawie (1991, 1998), Dramatycznym (1994–), Muzycznym „Roma” (1999, 2002), Komedia (2000–2001, 2003–2006), Rozmaitości (2003), Na Woli im. Tadeusza Łomnickiego (2005), Kompania Primavera (2005–2006), Rampa na Targówku (2006) oraz im. Wojciecha Bogusławskiego w Kaliszu (1996), Opera Nova w Bydgoszczy (1999), Dramatycznym im. Aleksandra Węgierki w Białymstoku (2007) i Teatrze Piosenki we Wrocławiu (2008).
Pojawił się w dramacie psychologicznym Andrzeja Wajdy Bez znieczulenia (1978), dramacie Andrzeja Wajdy Dyrygent (1980) z Johnem Gielgudem i telefilmie wojennym Godzina „W” (1980). W filmie wojenno–sensacyjnym Wyrok śmierci (1980) zagrał postać Smukłego, który wykonywał wyroki na kolaborantach. Sławę zdobył jako kapitan Wiesnicyn w ekranizacji powieści Stefana Żeromskiego Wierna rzeka (1983) w reż. Tadeusza Chmielewskiego oraz w roli młodego dziennikarza o ambicjach literackich, który zostaje aresztowany za wydawanie wolnomyślicielskiego i antyklerykalnego pisemka w filmie psychologicznym Wojciecha Jerzego Hasa Pismak (1984) na podstawie powieści Władysława Terleckiego. Rola chronicznie osamotnionego, odosobnionego i odczuwającego wrogość świata wobec siebie Adasia Miauczyńskiego w dramacie Marka Koterskiego Życie wewnętrzne (1986) przyniosła mu nagrodę aktorską w wyniku plebiscytu publiczności na Koszalińskich Spotkaniach Filmowych „Młodzi i Film”.
Jest recytatorem i wykładowcą cyklicznych poetyckich warsztatów i spotkań. W 2007 został wyróżniony przez Zespół Artystyczny Teatru Polskiego Radia nagrodą Wielki Splendor. Brał udział w radiowych serialach: Matysiakowie i Motel w pół drogi.

## Życie prywatne
Rodzina aktora jest związana ze służbą zdrowia: matka – Krystyna Wysocka była lekarzem reumatologiem, bracia: Jerzy to lekarz psychiatra, Maciej – fizjoterapeuta.
Dwukrotnie żonaty. Pierwszą żoną była Małgorzata, drugą jest Joanna Tyszko, młodsza o 17 lat. Mają córkę Rozalię (ur. 1999). Dwukrotnie przeszedł leczenie nowotworu.

## Filmografia
- 1975: Dom moich synów jako Marek, syn Krystyny i Wiktora
- 1976: Con amore jako Grzegorz
- 1976: 07 zgłoś się jako Krzysztof, syn Sucheckiego (odc. 4)
- 1978: Umarli rzucają cień jako „Konrad”, agent gestapo „Bubi”
- 1978: Somosierra. 1808 jako dziennikarz rozmawiający z Kossakiem
- 1978: Romans Teresy Hennert jako Andrzej Laterna, syn profesora
- 1978: Bez znieczulenia jako student Michałowskiego
- 1979: Jeden z wielu
- 1979: Godzina „W” jako „Witold”, dowódca „Czarnego”
- 1979: Dyrygent jako Kwiatkowski, skrzypek w orkiestrze
- 1980: Wyrok śmierci jako „Smukły”
- 1980: W biały dzień jako szpicel
- 1980: Punkt widzenia jako Sewer, kolega Włodka na uczelni (odc. 3 i 5)
- 1981: Najdłuższa wojna nowoczesnej Europy jako Piotr Frankowski, syn Matyldy i Władysława
- 1981: Amnestia jako Teodor, kolega Ryszarda z AK
- 1982: Odwet jako Midryga
- 1982: Blisko, coraz bliżej jako Roman Pasternik, syn Antoniego (odc. 5)
- 1983: Wierna rzeka jako kapitan Wiesnicyn
- 1983: Na straży swej stać będę jako Darek Madej, brat Mai
- 1984: Umarłem, aby żyć jako doktor Leśniak
- 1984: Pismak jako Rafał
- 1985: Tętno jako lekarz
- 1985: Pewnego letniego dnia jako Krzysztof Wrzos
- 1985: Jezioro Bodeńskie jako Vilbert
- 1986: Życie wewnętrzne jako Michał Miauczyński
- 1986: Komediantka jako Wawrzecki
- 1986: Biała wizytówka jako oficer francuski (odc. 2)
- 1987: Śmierć Johna L. jako Zbyszek Gąsior
- 1987: Śmieciarz jako Władek Bożych, brat „Toja” (odc. 2 i 4)
- 1987: Do domu jako emisariusz
- 1987: Cesarskie cięcie jako Radomski, mąż ciężarnej
- 1988: Oszołomienie jako Chris Sten; pierwowzorem postaci był Igo Sym
- 1988: I skrzypce przestały grać jako dowódca oddziału partyzanckiego
- 1989: Virtuti jako kapitan Zaremba
- 1989: Sceny nocne jako Bolesław Zaremba
- 1989: Po własnym pogrzebie jako doktor Leśniak, członek AK
- 1989: Deja Vu jako Franco De Niro, gangster z Chicago
- 1990: Napoleon jako Bourienne (odc. 1)
- 1991: V.I.P. jako kompozytor Piotr Preuss
- 1991: Panny i wdowy jako zesłaniec Edward Borski, miłość Karoliny (odc. 2)
- 1991: Panny i wdowy jako zesłaniec Edward Borski, miłość Karoliny
- 1992: Zwolnieni z życia jako Jan Wysocki, brat Marka, działacz „Solidarności”
- 1992: Enak
- 1992: Aby do świtu... jako Bronisław Wronik, prywatny dystrybutor prasy
- 1993: Straszny sen Dzidziusia Górkiewicza jako przedsiębiorca
- 1993: Polski crash jako Daniel Bury, prywatny detektyw poszukujący skradzionych samochodów
- 1993: Kuchnia polska jako Ferdynand Biesiekierski, mąż Zuzanny (odc. 6)
- 1994: Piękna warszawianka jako Borowski
- 1994–1995: Spółka rodzinna jako Roman Derko, mąż Ani
- 1995: Nic śmiesznego jako aktor grający w filmie Adama
- 1995: Ekstradycja jako Andrzej Szawłowski, członek kierownictwa UOP współpracujący z mafią
- 1996: Ekstradycja 2 jako Andrzej Szawłowski, były wysoki oficer UOP współpracujący z mafią (odc. 2 i 6)
- 1996–1997, 2000: Dom jako Jan Borowski, ojciec Beaty, były mąż Martyny Stroynowskiej
- 1997: Zaklęta jako Konrad
- 1997: Sława i chwała jako pułkownik Mirski (odc. 4)
- 1998–2004, 2010–2011, 2013, od 2019 Klan jako doktor Andrzej Marczyński
- 1999: Ostatnia misja jako minister
- 2000–2001, 2003: Miodowe lata jako inspektor Kopek
- 2001: Zostać miss jako Paweł Bojarewicz, reżyser konkursu
- 2001: Listy miłosne jako Karol, mąż Celiny
- 2001: Kocham Klarę jako Jan Nowak, przyjaciel Kuby
- 2002–2010: Samo życie jako doktor Leopold Raniewicz
- 2003: Zostać miss 2 jako reżyser Paweł Bojarewicz, reżyser wyborów „Miss Desperado”
- 2004: M jak miłość jako prokurator (odc. 249 i 251)
- 2004: Dziupla Cezara jako klient bistra (odc. 12)
- 2005: Na dobre i na złe jako Marek Gorycki (odc. 210)
- 2006: Wszyscy jesteśmy Chrystusami jako dziekan kulturoznawstwa
- 2006: U fryzjera jako Edward (odc. 8)
- 2006–2009, 2011–2016: Ranczo jako doktor Mieczysław Wezół
- 2006–2007: Pogoda na piątek jako adwokat Andrzej Dereńczuk
- 2007: Ranczo Wilkowyje jako doktor Mieczysław Wezół
- od 2007: Na Wspólnej jako Jerzy Dudek
- 2008: Lawina jako Dominic
- 2009: Moja nowa droga jako Adam, ojciec Piotra
- 2011: Nowi mieszkańcy jako Skotnicki
- 2016: Wesele w Kurnej Chacie jako Gość-Dziennikarz
- 2016–2017: O mnie się nie martw jako doktor Karol Dembski
- 2016–2018, 2020: M jak miłość jako Jerzy Górecki, ojciec Olgi
- 2018: Komisarz Alex jako Grodecki, ojczym Milli (odc. 138)
- 2018: Głosy jako mężczyzna
- 2019: Pan T. jako pisarz schizofrenik
- 2021: Pajęczyna jako Piotr Jaroszewicz

## Polski dubbing
- 1987: Było sobie życie – pułkownik
- 1990–1994: Super Baloo – Don Karnage
- 1992–1998: Batman
- 1996: Tajemnica Sagali – Tata Kuby i Jacka
- 2000: Spotkanie z Jezusem – Jezus Chrystus (wersja telewizyjna) / (wersja kinowa)
- 2000: Wampirek – Fryderyk
- 2002–2007: Kim Kolwiek – Dusikasa
- 2005: Szeregowiec Dolot – Unkersschwein
- 2006: Auta – Harv
- 2006: Karol. Papież, który pozostał człowiekiem – kardynał Agostino Casaroli
- 2022: Obi-Wan Kenobi – Bail Organa[8]